# العلاقات المنغولية النيجيرية
العلاقات المنغولية النيجيرية هي العلاقات الثنائية التي تجمع بين منغوليا ونيجيريا.

## مقارنة بين البلدين
هذه مقارنة عامة ومرجعية للدولتين:
| وجه المقارنة                                              | منغوليا         | نيجيريا                     |
| --------------------------------------------------------- | --------------- | --------------------------- |
| المساحة (كم2)                                             | 1.57 مليون      | 923.77 ألف                  |
| عدد السكان (نسمة)                                         | 3.08 مليون      | 190.89 مليون                |
| الكثافة السكانية (ن./كم²)                                 | 1.96            | 206.64                      |
| العاصمة                                                   | أولان باتور     | أبوجا، لاغوس                |
| اللغة الرسمية                                             | اللغة المنغولية | لغة إنجليزية، اللغة اليوربا |
| العملة                                                    | توغروغ منغولي   | نيرة نيجيرية                |
| الناتج المحلي الإجمالي (بليون دولار)                      | 11.49 مليار     | 375.77 مليار                |
| الناتج المحلي الإجمالي (تعادل القوة الشرائية) بليون دولار | 36.16 مليار     | 1.09 تريليون                |
| الناتج المحلي الإجمالي الاسمي للفرد دولار أمريكي          | 3.97 ألف        | 2.64 ألف                    |
| الناتج المحلي الإجمالي للفرد دولار أمريكي                 | 11.95 ألف       | 5.91 ألف                    |
| مؤشر التنمية البشرية                                      | 0.727           | 0.514                       |
| رمز المكالمات الدولي                                      | +976            | +234                        |
| رمز الإنترنت                                              | .mn             | .ng                         |
| المنطقة الزمنية                                           | ت ع م+08:00     | ت ع م+01:00                 |

## منظمات دولية مشتركة
يشترك البلدان في عضوية مجموعة من المنظمات الدولية، منها:
| علم المنظمة | اسم المنظمة                                                | تاريخ انضمام منغوليا | تاريخ انضمام نيجيريا |
| ----------- | ---------------------------------------------------------- | -------------------- | -------------------- |
|             | البنك الدولي للإنشاء والتعمير                              | 14 فبراير 1991       | 30 مارس 1961         |
|             | العملية المشتركة للاتحاد الأفريقي والأمم المتحدة في دارفور | ?                    | ?                    |
|             | المركز الدولي لتسوية المنازعات الاستشارية                  | 14 يوليو 1991        | 14 أكتوبر 1966       |
|             | منظمة التجارة العالمية                                     | ?                    | ?                    |
|             | منظمة حظر الأسلحة الكيميائية                               | ?                    | ?                    |
|             | الفريق المعني برصد الأرض                                   | ?                    | ?                    |
|             | الأمم المتحدة                                              | 27 أكتوبر 1961       | 7 أكتوبر 1960        |
|             | منظمة الشرطة الجنائية الدولية                              | ?                    | ?                    |
|             | وكالة ضمان الاستثمار متعدد الأطراف                         | 21 يناير 1999        | 12 أبريل 1988        |
|             | يونسكو                                                     | 1 نوفمبر 1962        | 14 نوفمبر 1960       |
|             | مؤسسة التنمية الدولية                                      | 14 فبراير 1991       | 14 نوفمبر 1961       |
|             | مؤسسة التمويل الدولية                                      | 14 فبراير 1991       | 30 مارس 1961         |
|             | الاتحاد البريدي العالمي                                    | ?                    | ?                    |
|             | الاتحاد الدولي للاتصالات                                   | 27 أغسطس 1964        | 11 أبريل 1961        |

## وصلات خارجية
- موقع وزارة الخارجية المنغولية
- موقع وزارة الخارجية النيجيرية